# Marthana moluccana
Marthana moluccana is een hooiwagen uit de familie Sclerosomatidae.